# Muonio
Muonio [ˈmuɔniɔ] ist eine Gemeinde im finnischen Teil Lapplands. Sie liegt rund 200 km nördlich des Polarkreises.

## Geographie
Muonio gehört geographisch zu Fjäll-Lappland. Muonio hat eine Fläche von 2038 km², davon sind 134 km² Binnengewässerflächen. Die Bevölkerungsdichte liegt bei 1,2 Einwohnern je Quadratkilometer Landfläche.
Die wichtigsten Natursehenswürdigkeiten in der Umgebung sind der Nationalpark Pallas-Yllästunturi und der Muonionjoki, der zugleich der Grenzfluss mit Schweden ist. Der Nationalpark gehört zudem noch in Teilen zu den Gemeinden Enontekiö. Die zuvor zur Gemeinde Kittilä gehörende Fläche des Nationalparks wurde 2006 der Gemarkung Muonios zugeschlagen, wodurch sich die Gesamtfläche der Gemeinde um rund 7,5 % vergrößerte.
In Muonio dauert die Polarnacht von Anfang Dezember bis fast Mitte Januar (ca. 13. Januar), während der Polartag von Anfang Juni bis Anfang August anhält.

## Politik
In Muonio dominieren die drei finnischen Volksparteien das politische Geschehen. Wie allgemein in den ländlichen Gegenden Nordfinnlands ist auch hier die Zentrumspartei die stärkste politische Kraft. Bei der Kommunalwahl 2008 erhielt sie 35,2 % der Stimmen und erlangte 8 von 21 Sitzen im Gemeinderat, der höchsten Entscheidungsinstanz bei lokalen Angelegenheiten. Die Sozialdemokraten und die konservative Nationale Sammlungspartei lagen fast gleichauf um 28 % und stellen je 6 Abgeordnete. Das im übrigen Lappland sonst sehr starke Linksbündnis spielt in Muonio hingegen mit einem einstelligen Wahlergebnis und nur einem Mandat im Gemeinderat kaum eine Rolle.
| Partei                    | Wahlergebnis 2008 | Sitze |
| ------------------------- | ----------------- | ----- |
| Zentrumspartei            | 35,2 %            | 8     |
| Sozialdemokraten          | 28,5 %            | 6     |
| Nationale Sammlungspartei | 27,6 %            | 6     |
| Linksbündnis              | 8,8 %             | 1     |

## Wappen
Beschreibung: In Rot ein silberner Winkelschildfuß über dem  ein sechszackiger silberner Stern schwebt.

## Wirtschaft
Die Arbeitslosigkeit in Muonio ist niedriger als in den übrigen Gemeinden Nordlapplands. Der Grund hierfür sind die hier (an weitestgehend geheim gehaltenen Orten) gelegenen Teststrecken der europäischen Auto- und Reifenhersteller, die in den vergangenen Jahren zu den größten Arbeitgebern der Region wurden.
Seit Jahren führt die „Audi driving experience“ auf mehreren Seen im Winter Fahrtrainings für Kunden und Fahrbegeisterte durch. Mittlerweile hat sich der ehemalige Geheimtipp zur größten Wintersportveranstaltung aller Automobilhersteller weltweit gemausert.

## Sport
Bedingt durch die quasi subarktische Lage beginnt die Wintersportsaison in Muonio sehr früh. Die ersten internationalen Wettkämpfe finden alljährlich gegen Ende November im Biathlon am Olostunturi statt.
Wichtigstes Sportereignis in Muonio ist der „Laponia“-Skilanglauf, der alljährlich im März auch durch den Nationalpark Pallas-Yllästunturi geht.
Die Deutsche Biathlon-Nationalmannschaft nutzte Muonio viele Jahre als letztes Trainingslager zur Vorbereitung auf den Weltcupwinter. Traditionell wurde dort im November, wenige Wochen vor den ersten Wettkämpfen und in fast vollständiger Dunkelheit des finnischen Winters, an den letzten Kleinigkeiten gearbeitet. Nachdem das Training fast ohne Tageslicht bei mehreren Athleten nicht sehr beliebt war, Magdalena Neuner die Zeit in Finnland für durch Krankheit verpatzte Saisonstarts verantwortlich machte und zum letzten Trainingslager ihrer Karriere gar nicht mehr anreiste, hat der DSV seit der Vorbereitung auf den Weltcup 2014/15 das Trainingslager ins sehr viel weiter südlich gelegene Sjusjøen in Norwegen verlegt.

## Bildergalerie

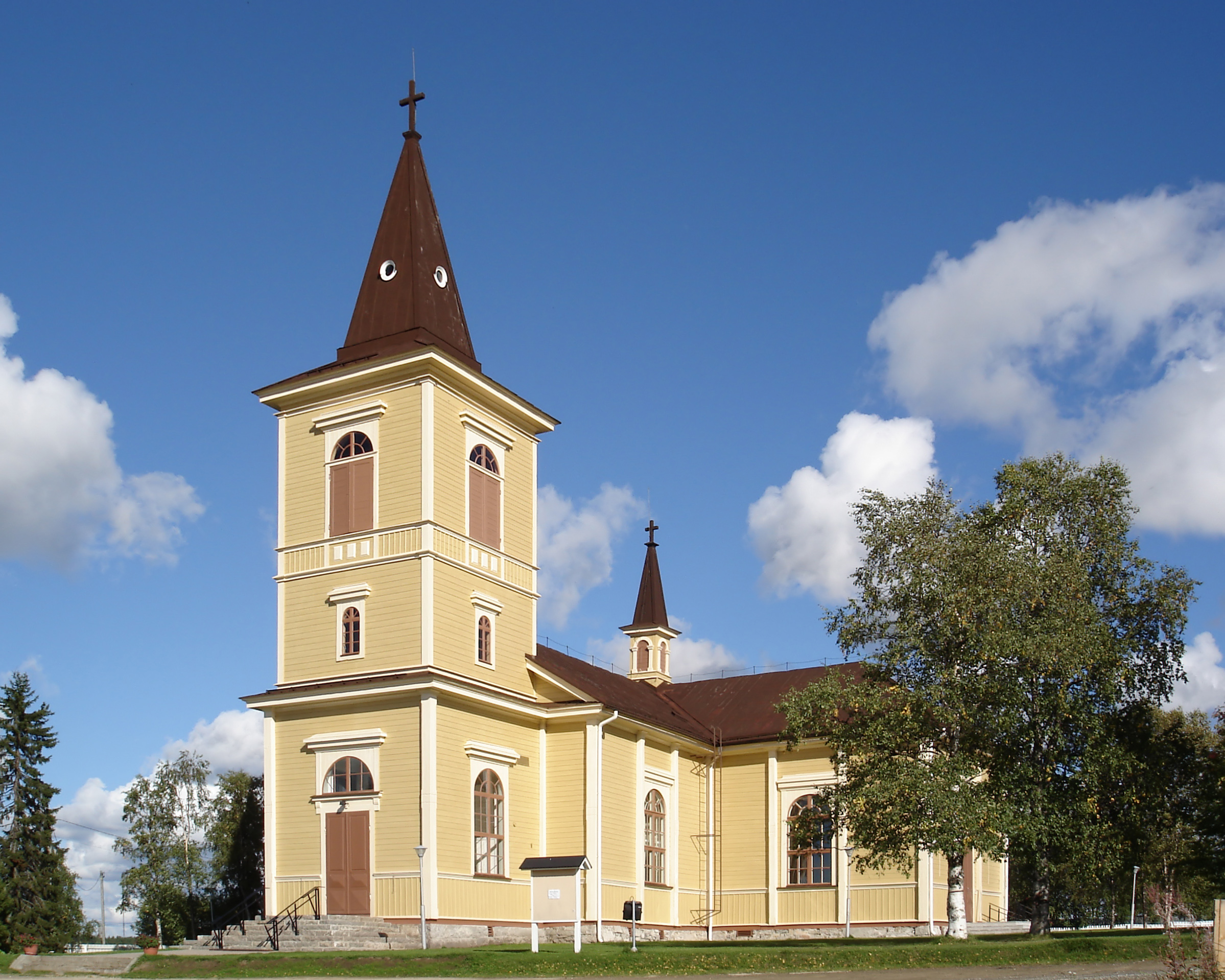
Kirche (2005)
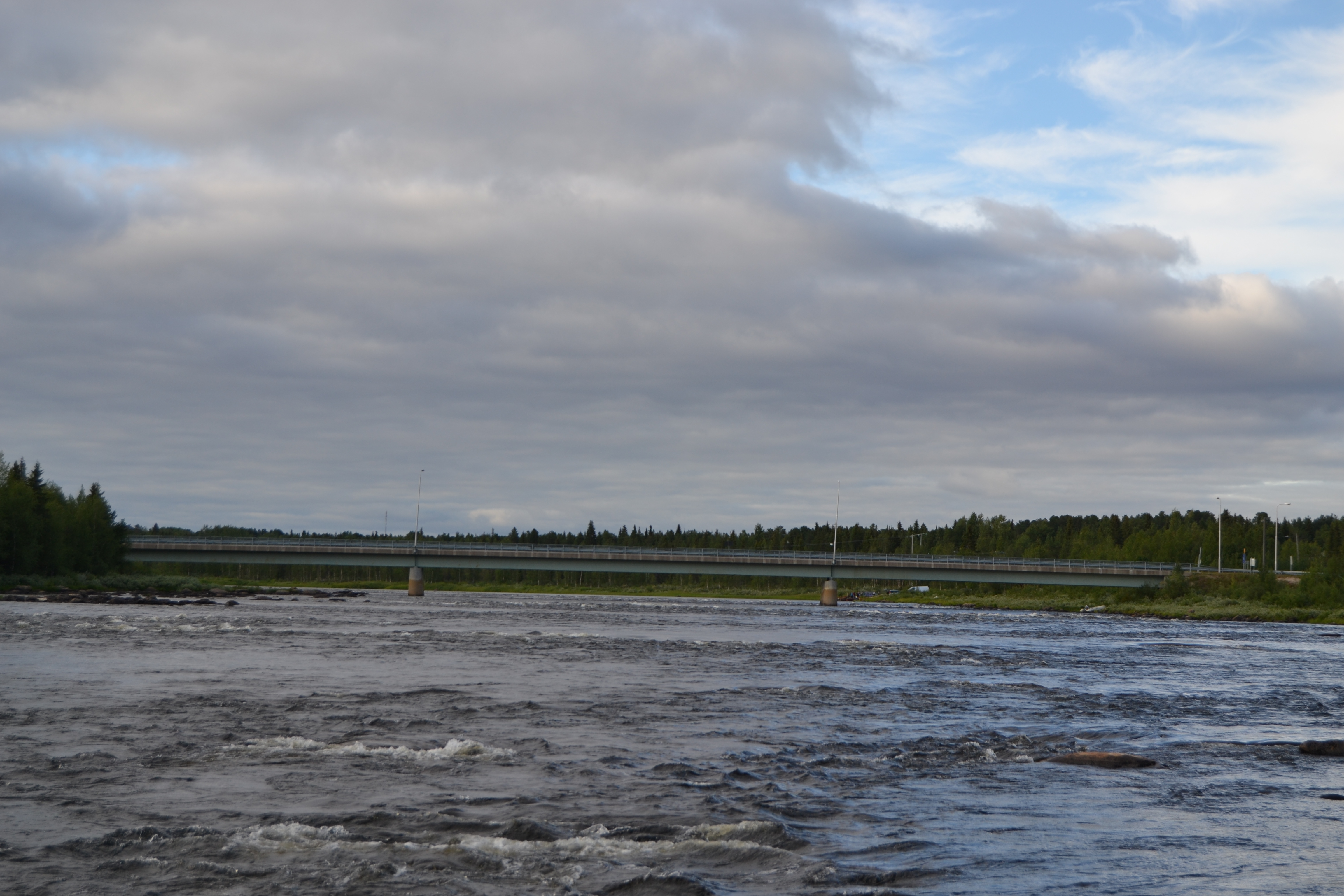
Brücke über den Muonio älv (2013)
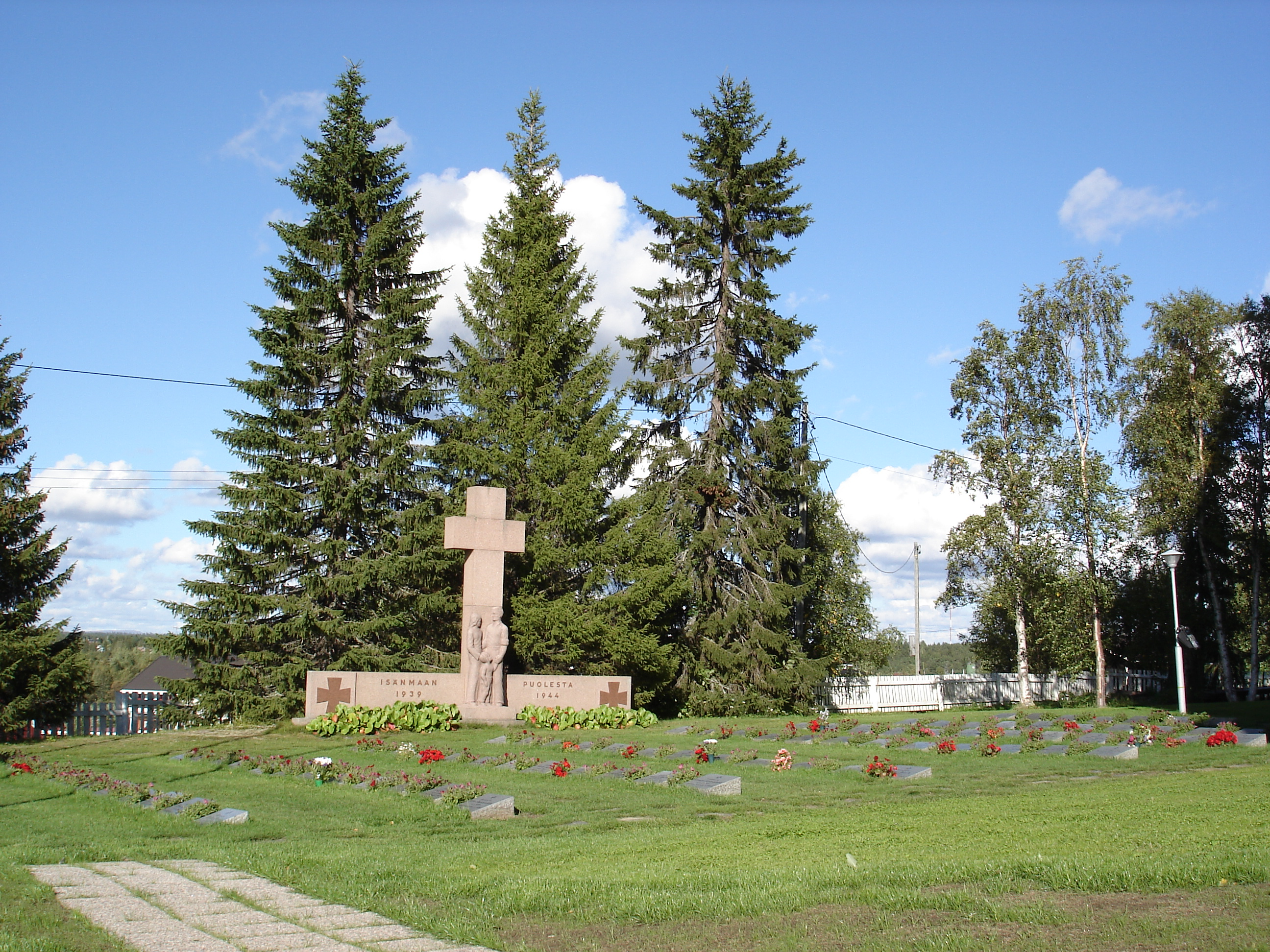
Mahnmal und Soldatenfriedhof (2005)
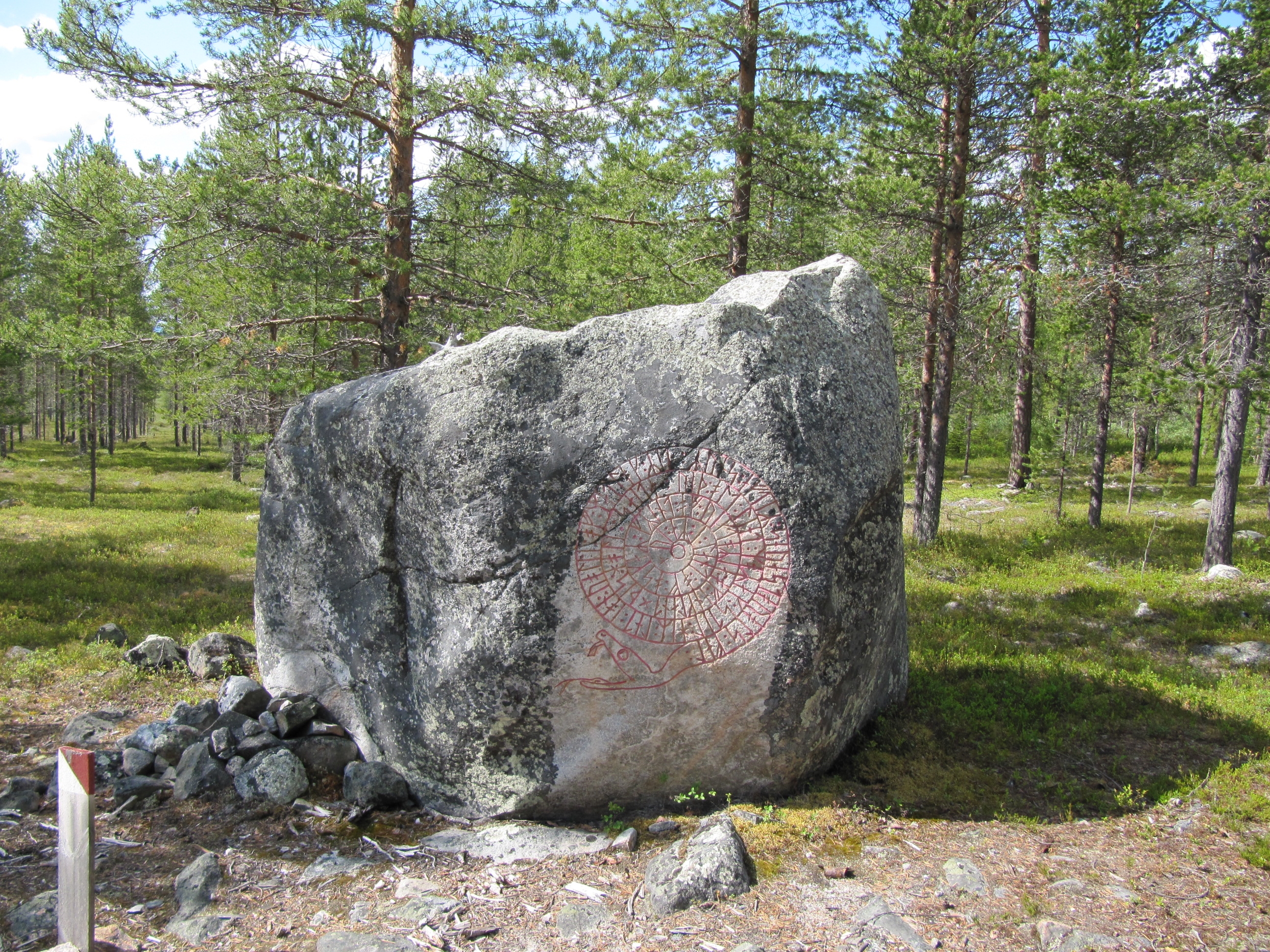
Runenstein (2009)
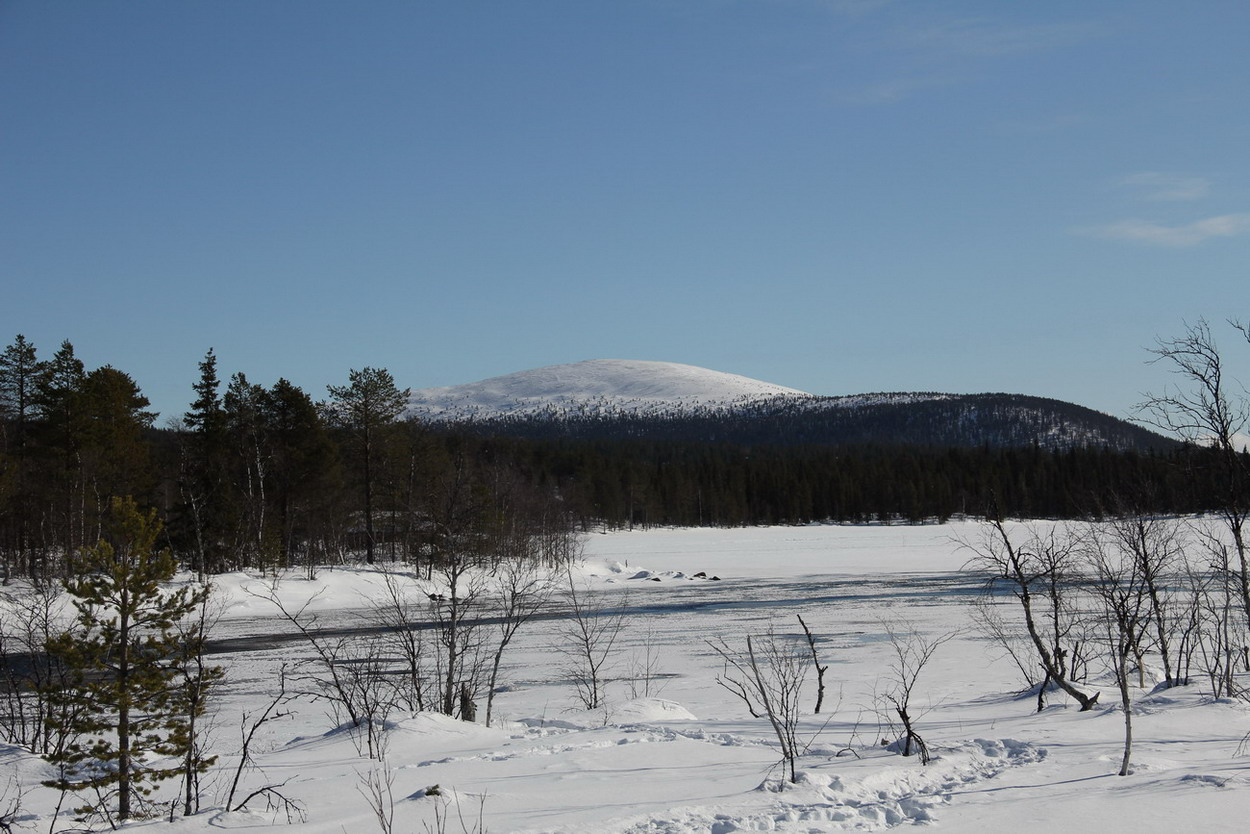
Landschaft bei Muonio (2013)

## Persönlichkeiten
- Mari Hietala (* 1969), Skilangläuferin